# Hasan al-Kharrat
Abu Muhammad Hasan al-Kharrat (en arabe : حسن الخراط 1861-25 décembre 1925) fut l'un des principaux chefs rebelles syriens au cours de la grande révolte syrienne (1925-1927) contre le mandat français. Ses principales zones d'activité étaient Damas et la campagne du Ghouta. Il fut tué au combat et est considéré comme un héros par les Syriens.
En tant que qabaday (responsable local des jeunes) du quartier al-Shaghour de Damas, al-Kharrat était en relation avec Nasib al-Bakri, un nationaliste de la famille la plus influente du quartier. À la demande d'Al-Bakri, al-Kharrat rejoint la révolte en août 1925, et forma un groupe de combattants d'al-Shaghour et d'autres quartiers environnant. Il dirigea l'assaut des rebelles contre Damas, s'empara brièvement de la résidence du haut-commissaire Maurice Sarrail avant de se retirer au milieu des bombardements français.
Après l'échec de son opération à Damas, al-Kharrat continua à mener des incursions contre les forces françaises dans et autour de la ville. Vers la fin de 1925, les relations se tendirent entre al-Kharrat et d'autres chefs rebelles, en particulier Sa'id al-'as et Ramadan al-Shallash, s'accusant mutuellement de piller les villages ou d'extorquer les habitants. Al-Kharrat fut tué dans une embuscade dans la Ghouta et la révolte se termina en 1927, mais il avait acquis une réputation comme martyr de la résistance syrienne à la domination française.

## Biographie

### Jeunesse

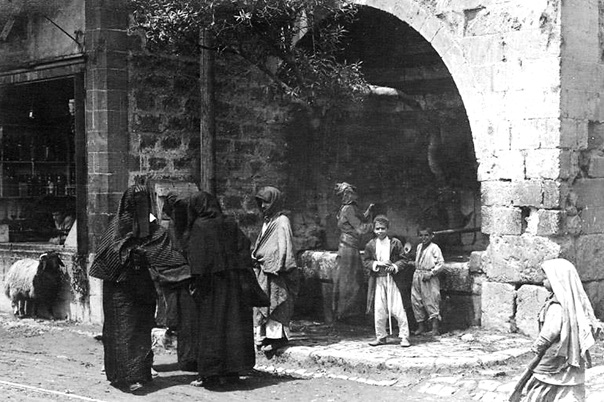
Une scène de rue à al-Shaghour quartier de Damas, 1910. Al-Kharrat vécut dans al-Shaghour et servit comme qabaday (responsable des jeunesses locales) et veilleur de nuit dans les vergers.

Al-Kharrat est né  en 1861 dans une famille musulmane sunnite de Damas, en Syrie ottomane,. Il travailla comme veilleur de nuit du quartier d'al-Shaghour ainsi que comme gardien de nuit dans les vergers,,.
Pendant la Première Guerre mondiale au Levant, les insurgés arabes s'emparèrent de Damas, évacuée par l'armée ottomane lors de la bataille de Damas en octobre 1918. Par la suite, le Club arabe, une organisation nationaliste arabe fut constituée dans la ville afin de mettre en place un soutien pour les rebelles. Le Club aida le chef rebelle, l'émir Fayçal, à former un gouvernement rudimentaire. Al-Kharrat fut membre du Club et soutint Fayçal dans le quartier d'al-Shaghour. En juillet 1920, le gouvernement de Fayçal s'effondra après que ses forces hétéroclites eurent été défaites par les Français à la bataille de Maysalun. Ce fut le début de la domination française dans le cadre du mandat français en Syrie et au Liban.
Dans les premières années de la domination française, al-Kharrat était le qabaday (pl. qabadayat), d'al-Shaghour. Le qabaday était officieusement chargé de gérer les griefs et l'honneur d'un quartier vis-à-vis des criminels locaux ou les empiétements de qabadayat d'autres quartiers. Il avait une réputation d'homme d'honneur, reconnu pour sa force personnelle, et sa capacité à protéger le pauvres et les minorités. Le qabaday était considéré comme un « défenseur des Arabes, des traditions et des coutumes, le gardien de la culture populaire », selon l'historien Philip S. Khoury,. Khoury affirme qu'al-Kharrat était « probablement le plus respecté et estimé des qabaday de son époque ». Les qabadayat étaient souvent des gens sans éducation formelle et l'historien Michael Provence soutient qu'al-Kharrat était probablement analphabète. Les qabadayat étaient souvent liés avec les notables de la ville et leur assuraient le soutien politique dans leurs quartiers. Al-Kharrat était allié avec Nasib al-Bakri, un homme politique et propriétaire foncier damascène. La famille al-Bakri était la plus influente d'al-Shaghour, et al-Kharrat était leur principal relais dans le quartier.

### Commandant dans la grande révolte syrienne

#### Le recrutement et le début des affrontements
Une révolte contre la domination française fut lancée au milieu de l'été de 1925, par le sheikh druze Sultan Pacha al-Atrash, dans le sud des montagnes de la région de Jabal al-Druze. Les hommes d'al-Atash marquèrent rapidement des victoires importantes contre les forces françaises de l'Armée du Levant. Les nationalistes Syriens, inspirés par cette révolte, décidèrent d'en profiter et se soulevèrent, à Damas et dans les environs. Al-Bakri était le relais entre Al-Atrash et la mouvance rebelle émergente de Damas et du Ghouta. Le Goutha étant la plaine fertile qui entoure Damas,. Son verger d'oliviers et son vaste réseau de voies navigables fournit une couverture pour les rebelles et une base à partir de laquelle ils pouvaient conduire des raids sur Damas. En août, al-Bakri convainquit al-Kharrat de se joindre à l'insurrection,. Selon Provence, al-Kharrat était "idéal" pour l'emploi, possédant "une aura sur la jeunesse locale, une notoriété à l'extérieur du quartier, de bonnes relations et une réputation de robustesse." Le groupe de combattants qu'il commandait était connu en tant que 'isabat al-Shawaghirah (la bande d'al-Shaghour). Bien que portant le nom d'un quartier le groupe comprenait vingt qabadayat et leurs troupes provenant d'autres quartiers de Damas et des villages environnants. Ses principaux domaines d'action furent les environs d'al-Shaghour et la forêt d'al-Zur dans l'est du Ghouta. Grâce à son alliance avec un Soufi (chef religieux), al-Kharrat apporta une dimension de guerre sainte islamique à cette révolte laïque, ce qui ne fut pas bien vu par tous.
Al-Kharrat initia ses opérations de guérilla en septembre, en ciblant les forces françaises stationnées dans l'est et le sud du Ghouta. Son importance grandit au fur et à mesure qu'il dirigeait des raids nocturnes contre les Français à Damas, raids au cours desquels ils désarme des patrouilles et prit des soldats en otage. Dans al-Shaghour, Souk Saruja et Jazmatiyya, al-Kharrat et ses hommes brulèrent tous les bâtiments des Français. Au cours de la première semaine d'octobre, une soixantaine de gendarmes français furent envoyés au Ghouta pour arrêter al-Kharrat et ses combattants. Les gendarmes étaient logés dans la maison d' al-Malihah's Moukhtar (chef de village). Dans la soirée, les rebelles attaquèrent la résidence, tuant un gendarme et capturant les autres qui furent, plus tard, tous libérés.
Le 12 octobre, les troupes françaises, appuyées par des chars, de l'artillerie et un soutien aérien lancèrent une opération pour cerner et éliminer al-Kharrat et ses hommes dans la forêt d'al-sur. Les troupes d''al-Kharrat hommes avaient été avertis à l'avance du déploiement des troupes par les paysans d'al-Malihah. Ils avaient posté des tireurs embusqués dans les arbres qui prenaient à partie les troupes françaises. Ces dernières, incapable de prendre le dessus, se replièrent.
Pendant leur repli vers al-Malihah, les soldats français pillèrent le village et le brûlèrent. Les autorités françaises justifièrent cette punition collective à titre de représailles pour la défaite de la bataille et l'humiliation des gendarmes français la semaine précédente. Ils invoquèrent aussi le fait qu'un jeune du village avait prévenu les rebelles de leur présence. Dans l'incapacité de prendre le dessus sur les troupes d'al-Kharrat, les troupes françaises exécutèrent une centaine de civils des villages du Ghouta. Les cadavres furent conduits à Damas et les corps de 16 d'entre eux, exposés comme étant des "brigands".

#### La bataille de Damas et les opérations du Ghouta

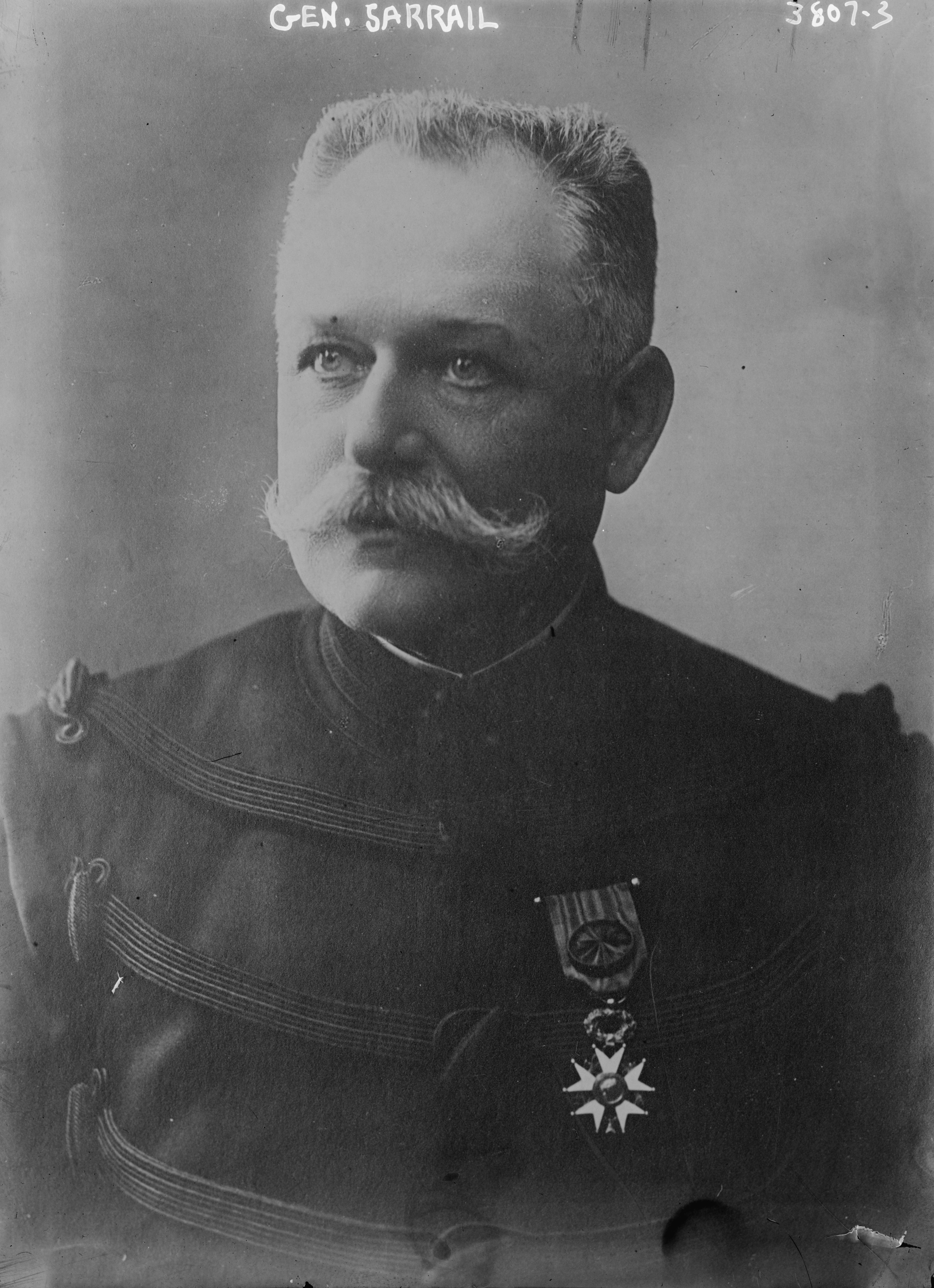
Général Maurice Sarrail, Haut-Commissaire du mandat français en Syrie

Motivé par les exactions des troupes françaises al-Bakri planifia de s'emparer de la Citadelle de Damas, où les forces françaises étaient stationnées, ainsi que du palais Azm, où le Général Maurice Sarrail, haut-commissaire de la Syrie, devait résider les 17 et 18 octobre (Sarrail était généralement basé à Beyrouth). Le haut-commissaire était l'administrateur de l'ensemble de la Syrie et, au nom de la France, exerçait un pouvoir quasi-absolu. Les troupes rebelles actives à Damas étaient à l'époque l'isabat d'al-Kharrat et une force mixte de combattants druzes et de rebelles du quartier al-Midan et du Ghouta. Afin de compenser le manque de forces rebelles, al-Bakri envoya une lettre au Sultan el-Atrache demandant des renforts. Al-Atrash répondit qu'il était actuellement occupé par ses opérations dans le Hauran, mais qu'il enverrait toutes ses troupes renforcer les rebelles de Damas dès qu'il le pourrait. Avant de recevoir la réponse d'al-Atrash, al-Bakri avait décidé de lancer son opération.
Le 18 octobre, al-Kharrat conduisit une quarantaine de rebelles dans al-Shaghour par le vieux cimetière, adjacent à la porte sud de la ville, en annonçant que les Druzes étaient arrivés libérer la ville de l'occupation. Une foule d'habitants les accueillirent avec enthousiasme et beaucoup prirent les armes avec eux. Les hommes d'al-khairat s'emparèrent du poste de police du quartier et désarmèrent sa garnison. Ils furent alors rejoints par Ramadan al-Shallash, un commandant rebelle de Deir ez-Zor, et une vingtaine de ses combattants bédouins. Les forces marchèrent alors sur le marché Hamidiyya et s'emparèrent du palais Azm,. Mais Sarrail n'était pas présent, ayant déjà quitté les lieux afin d'assister à une réunion dans la ville de Daraa dans le Hauran. Les rebelles pillèrent le palais et y mirent le feu. Provence affirme que la capture du palais sans Sarrail "n'avait pas d'importance tactique", mais était très symbolique, d'autant que le palais Azm était une importante place historique, économique et politique occupé par les Français.
Alors qu'al-khairat s'était emparé du Palais Azm, al-Bakri et 200 rebelles traversaient la ville et étaient rejoints par des civils en nombre croissant. Après avoir encerclé la Vieille Ville, pour empêcher l'entrée des renforts ennemis, al-Kharrat donna l'ordre de tuer quiconque était lié à l'armée française. Environ 180 soldats français furent assassinés. Sarrail ordonna alors de bombarder la ville, à l'aide de l'artillerie et de l'aviation. Environ 1 500 personnes furent tuées pendant ce bombardement qui dura deux jours. Un chaos général s'ensuivit et les combats firent rage, rasant les différents bâtiments, y compris mosquées et églises. Les forces françaises réussirent à reprendre la ville, tuant et arrêtant de nombreux combattants, dont le fils d'al-Kharrat, Fakhri,. Ce dernier fut capturé le 22 octobre, au cours d'un raid nocturne des rebelles contre les Français qui avaient repris Damas. Les autorités proposèrent à Al-Kharrat de libérer son fils contre sa reddition, mais il refusa.
Les rebelles se retirèrent de Damas alors qu'une réunion se tenait entre le commandant des forces françaises, le général Maurice Gamelin et une délégation de notables damascènes. Un accord fut trouvé afin de mettre fin aux bombardements en contrepartie d'un paiement de 100 000 livres turques avant le 24 octobre. L'amende ne fut pas payée mais le bombardement ne reprit pas, sur ordre du gouvernement français parisien. la communauté Internationale condamna le bombardement de Damas ordonné par Sarrail et les critiques grandissante face à sa mauvaise gestion de la révolte, il dut démissionner le 30 octobre. Il fut remplacé par un homme politique, Henry de Jouvenel, qui arriva en Syrie en décembre. Le 22 novembre, al-Kharrat dirigea une bataille opposant environ 700 rebelles à 500 soldats français à l'extérieur de Damas. Les rebelles infligèrent des pertes significatives aux Français, mais déplorèrent une trentaine de morts et une quarantaine de blessés, selon l'agence Reuters. Le 5 décembre, al-Kharrat était l'un des chefs d'une troupe de 2 000 hommes provenant de différentes unités qui attaqua la garnison française d'al-Qadam, au sud de Damas. Les Français annoncèrent avoir infligé de lourdes pertes aux rebelles, mais ceux-ci poursuivirent leurs actions.

#### Les tensions avec les chefs rebelles
Le commandement centralisé et unifié des rebelles était difficile en raison de l'indépendance des différentes factions. Une réunion des chefs rebelles eut lieu dans le village de Saqba, le 26 novembre. Sa'id al-'as accusa alors al-Kharrat et d'autres de pillages dans le Ghouta, tandis qu'al-Kharrat accusa al-Shallash d'extorquer les habitants d'al-Midan et de la ville de Douma. La rencontre se termina par un accord visant à élire un gouvernement pour remplacer les autorités françaises, augmenter le recrutement de troupes du Ghouta, coordonner les opérations militaires sous un commandement unifié, et établir un tribunal révolutionnaire pour exécuter les espions. La réunion définit aussi également la zone située entre le village de Zabdin et le nord de la route Douma-Damas comme faisant partie de la zone des opérations d'al-khairat. En dépit de son rôle de chef de file dans les actions militaires des rebelles, al-Kharrat ne fut pas intégré dans le conseil représentatif des chefs ni aucun des alliés d'al-barri. Ce fut al-'As qui prit la tête du mouvement.
Les divisions profondes entre les factions rebelles apparurent au cours d'une seconde réunion à Saqba, le 5 décembre. Selon un journaliste syrien Munir al-Rayyes, l'hostilité entre al-Kharrat et al-Shallash était bien connue parmi les rebelles. Al-Shallash avait imposé un impôt de guerre sur les grands propriétaires et les élites des villes du Ghouta. Al-Bakri, mentor d'al-Kharrat considérait cet impôt comme une menace pour les propriétaires terriens traditionnels, classe à laquelle al-Bakri appartenait. Al-Rayyes prétendit que la réunion avait été une initiative d'al-khairat, qui aurait ordonné à ses combattants de capturer et d'amener al-Shallash à Saqba. Cependant, selon al-'As, la réunion avait été convoquée par al-Shallash mais une fois sur place, al-Kharrat l'aurait personnellement arrêté et confisqué son cheval, ses armes et son argent.
Après sa détention, al-Shallash fit l'objet d'un court procès au cours duquel al-Kharrat l'accusa de « lever impôts et rançons au nom de la révolte. » Al-Bakri le condamna pour extorsion sur les habitants de Douma à payer 1 000 giney (livres ottoman) et imposa de lourdes amendes aux habitants de Harran al-Awamid, al-Qisa et Maydaa pour leur enrichissement personnel. Al-Kharrat et al-Bakri sanctionnèrent al-Shallash et l'exclurent de la révolte. Bien que de nombreux rebelles désapprouvèrent le jugement, ils n'intervinrent pas. Dans son compte rendu de la réunion, al-Rayyis condamna les commandants rebelles pour leur complaisance dans ce "procès ridicule" et accusa al-Kharrat d'être uniquement motivé par son animosité personnelle. Al-Shallash réussit à s'échapper—ou fut libéré par al-'As—pendant le bombardement de la réunion par les avions français. Al-Shallash se rendit plus tard à Henry de Jouvenel et collabora avec les autorités françaises.

## Mort et héritage

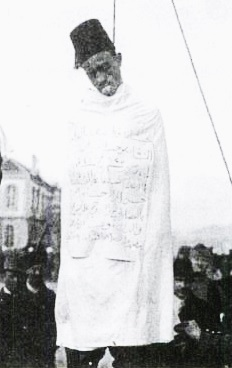
Fakhri, fils d'al-Kharrat et commandant rebelle, pendu par les autorités françaises sur la place Marjeh, Damas, janvier 1926

Al-Kharrat fut tué au cours d'une embuscade tendue par les troupes françaises dans le Ghouta, le 25 décembre 1925. Mahmud Khaddam al-Srija lui succéda en tant que qabaday d'al-Shaghour et commandant de la 'isabat al-Shawaghirah. Les hommes d'al-khairat continuèrent à se battre contre les Français jusqu'à ce que la révolte soit terminée en 1927. Bien que l'historien Thomas Philipp évoque une dislocation de la troupe après la mort d'al-Kharrat.
En janvier 1926, Fakhri, fils d'al-Kharrat, fut condamné à mort et exécuté en public, avec deux autres rebelles, sur la place Marjeh, à Damas. Les Français avaient imploré Fakhri de persuader son père de se livrer en échange de sa libération, mais Fakhri avait refusé.
Abd al-Rahman Shahbandar, un éminent leader nationaliste syrien, décrit al-Kharrat comme ayant joué le « rôle prééminent » dans la bataille contre les Français dans le Ghouta et Damas. L'historien Daniel Neep écrit que al-Kharrat a été le « plus connu » de tous les chefs rebelles basés aux environs de Damas, bien que d'autres dirigeants du mouvement rebelle attribuèrent cette publicité et ces louanges sur al-Kharrat aux efforts du Comité syro-palestinien, basé au Caire, auquel al-Bakri était étroitement lié. Al-Kharrat et son fils Fakhri sont aujourd'hui considérés comme des « héros martyrs » par les Syriens pour leur action au profit du nationalisme syrien, dans la lutte pour l'indépendance face à la France,.